# Endospermum domatiophorum
Endospermum domatiophorum är en törelväxtart som beskrevs av J.Schaeff.. Endospermum domatiophorum ingår i släktet Endospermum och familjen törelväxter.
Artens utbredningsområde är Papua Nya Guinea. Inga underarter finns listade i Catalogue of Life.